# Nauczycielskie Kolegium Języków Obcych – Regent College
Nauczycielskie Kolegium Języków Obcych – Regent College – niepubliczna wyższa uczelnia w Elblągu prowadząca w latach 2002–2015 studia w zakresie filologii angielskiej (w trybie dziennym oraz zaocznym), po ukończeniu których absolwenci otrzymywali tytuł licencjata filologii angielskiej Uniwersytetu Gdańskiego.